# Жан Шнайцхофер
Жан Мадлен Мари Шнайцхофер (13 октомври 1785 г., Тулуза – 14 октомври 1852 г., Париж) е френски композитор, известен най-вече с музиката към балета „Силфида“.

## Биография
Учи музика при Шарл Симон Кател в Парижката консерватория, където печели втора награда за пиано през 1803 г. През 1815 г. се присъединява към Френската национална опера като тимпанист, а 7 години по-късно е направен chef de chant. Професор по хорово пеене в Консерваторията от 1831 до 1850 г. Освен на балетна музика, е автор и на няколко концертни увертюри и на реквием.
През 1840 г. е удостоен с Ордена на почетния легион.

## Творчество
За Парижката опера Шнайцхофер композира няколко балета, сред които:
- Марс и Венера (Mars et Vénus)
- Сицилианецът (Le Sicilien)
- Прозерпина (Proserpine, 1818 г.)
- Селски прелъстител (Le Séducteur au village, 1818 г.)
- Земир и Азор (Zémire et Azor, 1824 г.)
- Мрежата на Вулкан (Les Filets de Vulcain, 1826 г.)
- Силфида, специално композиран за Мария Тальони (1832 г.)
- Бурята (La Tempête, 1834 г.)